# オキソニウムイオン
オキソニウムイオン (英: oxonium ion) は3つの化学結合をもった酸素のカチオンの総称である。最も単純なオキソニウムイオンはヒドロニウムイオン H3O+ である。有機化学に登場する多くのオキソニウムイオンは、カルボニル化合物のプロトン化またはアルキル化により得られる。たとえば分子式が R-C=O+-R (Rは水素以外) と表されるものでは、共鳴構造が書けるうえにそれが第三級カルボカチオンのものであるため、特に安定となる。
安定なアルキルオキソニウム塩が存在し、アルキル化剤として広く使われる。たとえば、トリエチルオキソニウムテトラフルオロボラート (Et3O+)(BF−
4) は白色の結晶性固体であり、強力なエチル化剤である。これを利用すると、伝統的なフィッシャーエステル合成反応が利用できないときでも、エチルエステルを生産することができる。
|                                 |                                     |                                     |                                         |
| オキソニウムイオン の一般構造式 | トリメチルオキソニウム の骨格構造式 | トリメチルオキソニウム の球棒モデル | トリメチルオキソニウム の空間充填モデル |

他の炭化水素化オキソニウムイオンはエーテルやアルコールのアルキル化またはプロトン化により得られる。酸性溶液中でアルコールのプロトン化により得られたオキソニウムは、E2反応の脱離基としてはたらく。これは、電子を受け取ったとき水分子になるからである。このときの生成物はアルケンである。
オキサトリキナンとオキサトリキナセンは異常に安定なオキソニウムイオンで、2008年にはじめて指摘された。強い求核剤である水酸化物、シアン化物、アジ化物とは反応するものの、オキサトリキナンは沸騰水、アルコール、ハロゲンイオン、アミンとは反応しない。